# خط طول 76° شرق
خط طول 76° شرق هو أحد خطوط الطول الجغرافية، والتي تمتد من القطب الشمالي الجغرافي إلى القطب الجنوبي الجغرافي، وحسب التحويل الزمني يتقدم خط طول 76° شرق عن خط غرينتش بـ5 ساعة و4 دقيقة.

## من القطب إلى القطب
ينطلق خط طول 76° شرق من القطب الشمالي نحو القطب الجنوبي مرورا بالمناطق التي ترد في الجدول التالي:
| الإحداثيات                         | البلد أو الإقليم أو البحر | ملاحظات |
| ---------------------------------- | ------------------------- | --- |
| 90°0′N 76°0′E / 90.000°N 76.000°E  | المحيط المتجمد الشمالي    | |
| 81°6′N 76°0′E / 81.100°N 76.000°E  | بحر كارا                  | مرورا بغرب Vize Island, روسيا |
| 73°31′N 76°0′E / 73.517°N 76.000°E | روسيا                     | Vilkitsky Island |
| 73°30′N 76°0′E / 73.500°N 76.000°E | بحر كارا                  | مرورا بغرب Neupokoyeva Island, روسيا |
| 71°53′N 76°0′E / 71.883°N 76.000°E | روسيا                     | Gydan Peninsula |
| 71°52′N 76°0′E / 71.867°N 76.000°E | Khalmyer Bay              | |
| 71°11′N 76°0′E / 71.183°N 76.000°E | روسيا                     | Gydan Peninsula |
| 69°15′N 76°0′E / 69.250°N 76.000°E | Taz Estuary               | |
| 68°58′N 76°0′E / 68.967°N 76.000°E | روسيا                     | |
| 54°13′N 76°0′E / 54.217°N 76.000°E | كازاخستان                 | مرورا عبر بحيرة بالكاش |
| 42°56′N 76°0′E / 42.933°N 76.000°E | قرغيزستان                 | |
| 40°23′N 76°0′E / 40.383°N 76.000°E | جمهورية الصين الشعبية     | سنجان |
| 36°28′N 76°0′E / 36.467°N 76.000°E | باكستان                   | غلغت-بلتستان - لحوالي 11 km, تملكه الهند |
| 36°22′N 76°0′E / 36.367°N 76.000°E | جمهورية الصين الشعبية     | سنجان - لحوالي 8 km |
| 36°17′N 76°0′E / 36.283°N 76.000°E | باكستان                   | Gilgit-Baltistan - لحوالي 14 km, تملكه الهند |
| 36°10′N 76°0′E / 36.167°N 76.000°E | جمهورية الصين الشعبية     | Xinjiang - لحوالي 16 km |
| 36°1′N 76°0′E / 36.017°N 76.000°E  | باكستان                   | Gilgit-Baltistan - تملكه الهند |
| 34°38′N 76°0′E / 34.633°N 76.000°E | الهند                     | جامو وكشمير - تملكه باكستان · هيماجل برديش · Jammu و Kashmir - لحوالي 3 km, تملكه باكستان · Himachal Pradesh · بنجاب (الهند) · هاريانا · راجستان · ماديا براديش · ماهاراشترا · كارناتاكا · كيرلا |
| 10°36′N 76°0′E / 10.600°N 76.000°E | المحيط الهندي             | |
| 60°0′S 76°0′E / 60.000°S 76.000°E  | المحيط الجنوبي            | |
| 69°33′S 76°0′E / 69.550°S 76.000°E | القارة القطبية الجنوبية   | الإقليم الأسترالي في القارة القطبية الجنوبية, المطالب الإقليمية بالقارة القطبية الجنوبية by أستراليا                                                                                             |